# Langues chamito-sémitiques
Pour les articles homonymes, voir Afro-Asiatique.
Les langues chamito-sémitiques (ou chamitosémitiques) — appelées aussi langues afro-asiatiques — sont une famille de langues parlées principalement en Afrique du Nord, dans la Corne de l'Afrique, au Moyen-Orient, dans le Sahara et dans une partie du Sahel. Cette famille de langues se compose de 376 langues, parlées par environ 410 millions de locuteurs,. En nombre de locuteurs, c'est la quatrième famille de langues (après les langues indo-européennes, sino-tibétaines et nigéro-congolaises). Le phylum comporte six branches : berbère, couchitique, sémitique, égyptienne, tchadique et omotique.
La langue afro-asiatique la plus parlée est l'arabe. Dans la branche sémitique, elle se classe bien avant l'amharique en seconde place. L'arabe compte environ 290 millions de locuteurs natifs, principalement concentrés au Moyen-Orient, en Afrique du Nord, dans la Corne de l'Afrique et à Malte.
En plus des langues parlées aujourd'hui, le groupe chamito-sémitique comprend plusieurs langues anciennes importantes, telles que l'égyptien ancien, l'akkadien, le guèze et le libyque. L'origine géographique des premières populations de langue afro-asiatique est encore incertaine. Les théories proposées la situent dans la Corne de l'Afrique, au Levant, en Afrique du Nord ou au Sahara oriental.

## Classification interne
Les langues chamito-sémitiques sont réparties généralement en cinq ou six branches : 
- les langues berbères, parlées en Afrique du Nord et au Sahara ;
- les langues couchitiques, parlées dans la Corne de l'Afrique et le long des côtes de la mer Rouge, du Soudan au sud-est égyptien ;
- les langues sémitiques, parlées au Moyen-Orient, dans la Corne de l'Afrique, en Afrique du Nord et dans la Méditerranée ;
- l’égyptien ancien et son descendant le copte (aujourd'hui éteint et conservé seulement comme langue liturgique), jadis parlés en Égypte ;
- les langues tchadiques, parlées en Afrique sahélienne, du Niger à la Centrafrique ;
- les langues omotiques, parlées essentiellement en Éthiopie ; leur place est controversée[7], certains linguistes les voient comme une sixième branche chamito-sémitique tandis que d'autres les incluent dans le groupe couchitique.

| |                                                      |
| Distribution des branches de la famille chamito-sémitique au ve siècle avant J.-C. (Meillet et Cohen, 1924). | Distribution actuelle des langues chamito-sémitiques |

## Typologie linguistique

### Propriétés communes
Les propriétés communes des langues chamito-sémitiques sont :
- deux genres au singulier, le féminin marqué par le phonème /t/, et un pluriel épicène, c'est-à-dire ayant la même forme pour les deux genres (mais les langues berbères, le bedja, l'égyptien ancien et les langues sémitiques distinguent le genre au pluriel) ;
- un type syntaxique VSO avec tendance SOV ;
- un ensemble de consonnes emphatiques, réalisées comme des glottalisées, pharyngalisées ou des implosives ;
- une morphologie dans laquelle les mots sont fléchis au moyen de changements internes (introflexion) et l'utilisation de nombreux autres affixes.

L'unité de cette famille de langues est contestée par certains représentants du courant afrocentriste.

### Vocabulaire commun
Les deux dictionnaires étymologiques, publiés l'un par Christopher Ehret et l'autre par Vladimir Orel et Olga Stolbova, ne coïncident pas. Sur quelque deux mille radicaux chamito-sémitiques postulés, voici les trente qui réunissent un fragile consensus entre les chercheurs :
|    | Forme             | Sens           | Branches concernées                           |
| 1  | *ʔab              | père           | sémitique, berbère, tchadique, couchitique    |
| 2  | *(ʔa-)bVr         | taureau        | sémitique, égyptien, tchadique, couchitique   |
| 3  | *(ʔa-)dVm         | rouge, sang    | sémitique, berbère, tchadique, couchitique    |
| 4  | *(ʔa-)dVm         | terre          | sémitique, tchadique                          |
| 5  | *ʔa-pay-          | bouche         | sémitique, couchitique                        |
| 6  | *ʔigar/ *ḳʷar-    | enclos, maison | sémitique, berbère, tchadique, couchitique    |
| 7  | *ʔil-             | œil            | berbère, tchadique, couchitique               |
| 8  | *sim-             | nom            | sémitique, berbère, tchadique                 |
| 9  | *ʕayn-            | œil            | sémitique, égyptien                           |
| 10 | *baʔ-             | aller          | sémitique, tchadique, couchitique             |
| 11 | *bar-             | fils           | sémitique, berbère, tchadique                 |
| 12 | *gamm-            | barbe          | sémitique, tchadique, couchitique             |
| 13 | *gVn(Vn)-         | menton         | sémitique, tchadique                          |
| 14 | *gʷarʕ-           | gorge          | sémitique, tchadique, couchitique             |
| 15 | *gʷinaʕ-          | main           | tchadique, couchitique                        |
| 16 | *kVn-             | épouse         | sémitique, berbère, tchadique                 |
| 17 | *kʷaly            | reins          | sémitique, tchadique, couchitique, omotique   |
| 18 | *ḳa(wa)l-/ *qʷar- | dire, appeler  | sémitique, tchadique                          |
| 19 | *ḳas-             | os             | berbère, égyptien, tchadique                  |
| 20 | *lib-             | cœur           | sémitique, tchadique, couchitique             |
| 21 | *lis-             | langue         | sémitique, berbère, tchadique                 |
| 22 | *ma               | quoi ?         | sémitique, égyptien, berbère, tchadique, etc. |
| 23 | *maʔ-             | eau            | sémitique, égyptien, berbère, tchadique       |
| 24 | *mawVt-           | mourir         | sémitique, berbère, égyptien, tchadique       |
| 25 | *sin-             | dents          | sémitique, berbère, tchadique                 |
| 26 | *siwan-           | savoir         | berbère, égyptien, tchadique                  |
| 27 | *inn-             | je, nous       | sémitique, égyptien, berbère, couchitique     |
| 28 | *-k-              | tu             | sémitique, berbère, tchadique, couchitique    |
| 29 | *zwr-             | semer, grains  | sémitique, couchitique                        |
| 30 | *ŝVr              | racine         | sémitique, tchadique                          |

Les pronoms seuls se retrouvent dans une majorité de langues chamito-sémitiques, et ont permis de postuler l'unité de cette famille linguistique, très ancienne, 10 000 ans d'après Diakonoff et Ehret.

## Théories sur l'origine de l'«afro-asiatique»
La plus ancienne trace écrite d'une langue afroasiatique est une inscription égyptienne antique datée de c. 3400 av. J.-C. (il y a 5 400 ans). La découverte de symboles ressemblant à des hiéroglyphes égyptiens retrouvés sur des poteries gerzéennes datant de c. 4000 avant J.-C., suggèrent une date encore plus ancienne. Cela nous donne une date minimale pour l'âge de l'Afro-asiatique. Cependant, l'Égyptien ancien est très différent du proto-afroasiatique (Trombetti 1905: 1-2), et un temps considérable doit s'être écoulé entre eux. Il y a quelques décennies, les recherches sur le modèle chamito-sémitique se sont diversifiées, avec des méthodes relevant de la linguistique historique. Les estimations de la date à laquelle la langue proto-afroasiatique a été parlée varient grandement. Elles se situent entre environ 7 500 ans av. J.-C. (il y a 9 500 ans) et environ 16 000 ans av. J.-C. (18 000 ans). Selon Igor M. Diakonoff (1988: 33n), le proto-afroasiatique était parlé vers 10 000 av. J.-C., et selon Christopher Ehret (2002: 35-36), entre 11 000 et 16 000 av. J.-C. Ces dates sont plus anciennes que les dates associées à la plupart des autres proto-langues.

### Corne de l'Afrique et mer Rouge
La Corne de l'Afrique a été proposée par certains linguistes comme l'origine possible des langues afro-asiatiques. Elle comprend la majorité de la diversité de la famille des langues afroasiatiques chez des groupes géographiquement très proches, ce qui peut-être révélateur d'une origine géographique linguistique. Il existe plusieurs modèles de cette hypothèse, chez des auteurs comme Roger Blench et Christopher Ehret.
- Selon Christoper Ehret, l'origine de l'ensemble des langues afro-asiatiques se situe au niveau de la corne de l'Afrique [12], dans les collines bordant la côtes ouest de la mer Rouge et à une date plus ancienne que 15 000 ans avant notre ère[13],[14],[15],[16].

- Roger Blench a proposé comme origine le sud-ouest de l'Éthiopie, dans ou autour de la vallée de l'Omo[17]. Comparé à Ehret, il propose une période de temps relativement plus jeune d'environ 7 500 ans. Comme Ehret, il accepte que les langues omotiques fassent bien partie du groupe afro-asiatique.

Certains auteurs qui soutiennent une origine en provenance des bords de la mer Rouge, tel le linguiste somalien Mohamed Diriye Abdullahi (en), remettent en cause l'appellation de « afro-asiatique » ou « afrasien » :
« D'une manière ou d'une autre, des sémites ont émigré depuis les bords de la mer Rouge et ont exporté un langage africain vers l'Asie, où ils rencontrèrent des populations asiatiques […] C'est la seule façon logique de prendre en compte la présence d'une branche [sémitique] africaine entourée de langues non sémitiques. [...] Il serait cohérent de remplacer le terme de famille afro-asiatique par quelque chose comme famille éthiopienne ou famille éthio-chadique. »
Cette hypothèse suppose qu'une première scission dans la famille linguistique s'effectue entre les langues omotiques et les langues couchitiques migrant quant à elles vers l'ouest. Les groupes de langues afro-asiatiques, au Nord, auraient suivi le Nil, permettant l'émergence du berbère, de l'égyptien et du sémitique. Ce proto-sémitique entre ensuite au Proche-Orient.

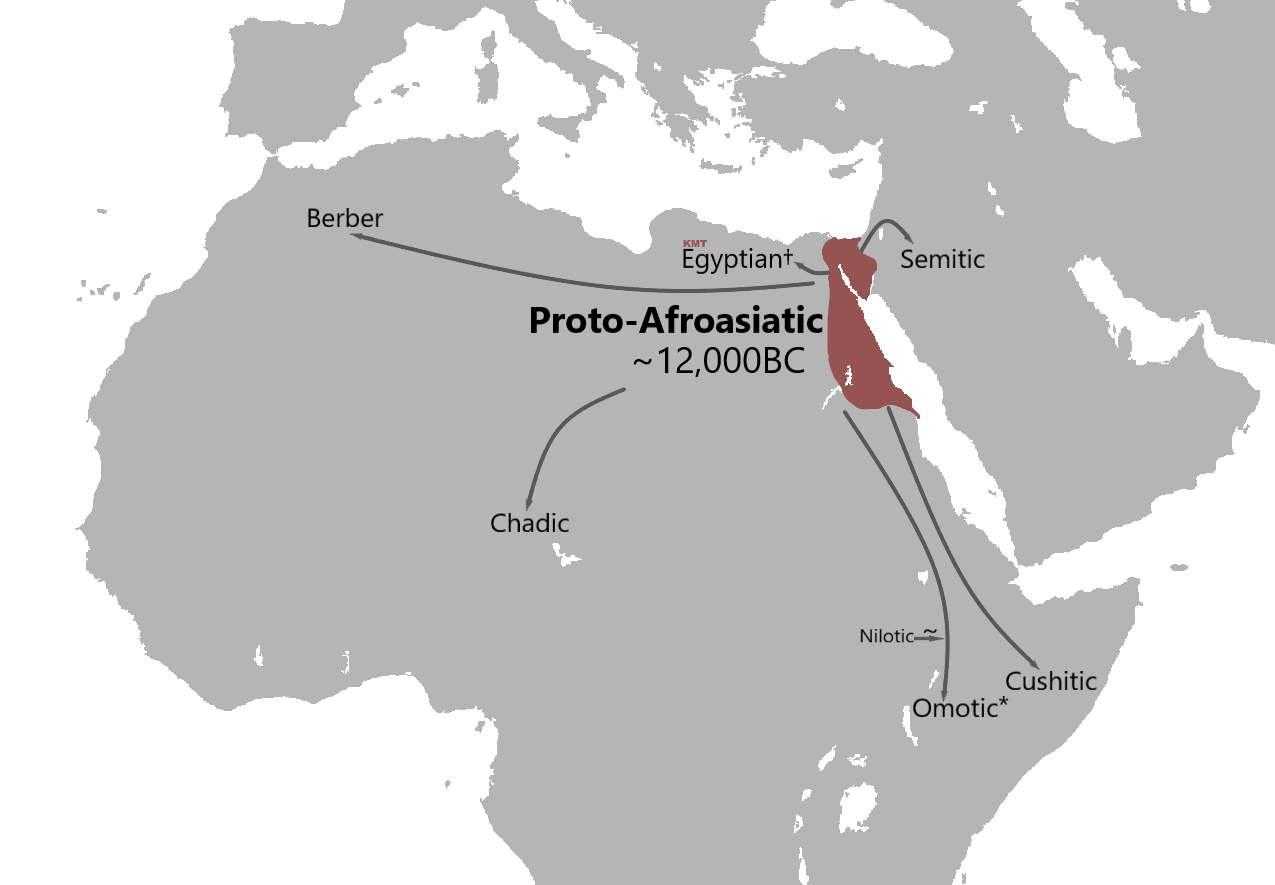
Un modèle d'expansion des langues afroasiatiques (étape 1: de -10 000 à -7500 (rouge) Étape 2: après -7000).
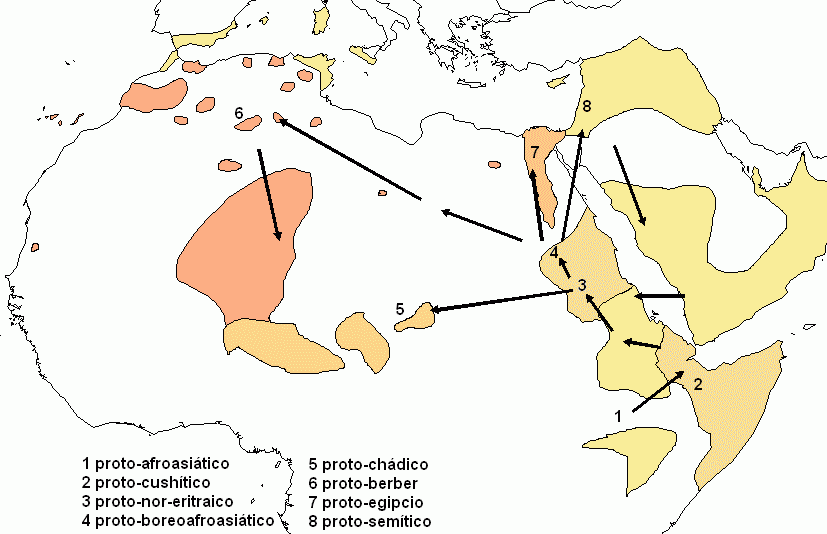
Un autre modèle proposé par d'autres linguistes.

### Levant
Colin Renfrew considère que l'afro-asiatique est originaire du Proche-Orient et serait arrivé avec les migrations du Néolithique et la diffusion de l'agriculture et de l'élevage. Les linguistes russes Alexander Militarev et Viktor Aleksandrovich Shnirelman estiment que les premiers locuteurs du Proto-Afro-Asiatique étaient les Natoufiens du Levant. Les sources écrites sémitiques et l'archéologie du Levant confortent cette hypothèse, mais sont en contradiction avec la grande diversité subsaharienne et éthiopienne de la famille linguistique.

### Afrique du Nord
Une proposition plus marginale est que le sémitique serait une émanation d'une famille nordique des langues afroasiatiques qui se serait propagée vers le Levant avant d'être diffusée par ce que Juris Zarins appelle le pastoralisme nomade syro-arabe. Elle se serait étendue vers le sud le long des rives de la mer Rouge, et au nord-est autour du bord du "Croissant Fertile", puis vers l'Erythrée à partir de l'Arabie du Sud.
Cependant, selon Bender, cette hypothèse est contredite par le fait que des innovations importantes partagées entre le couchitique (retrouvé dans la Corne de l'Afrique), le sémitique et le berbère montrent que ces trois groupes se séparent relativement tôt les uns des autres en étant proches de l'origine de l'afro-asiatique.

### Sahara et Sahel
Igor Diakonoff propose comme origine la région du Sahara oriental, plus précisément la frange sud du Sahara,.
Lionel Bender propose la zone proche de Khartoum, au Soudan, au confluent du Nil Bleu et du Nil Blanc,.
Avant le colonialisme, les peuples hausa du Niger, du Nigeria, du Burkina Faso et du Tchad n'étaient pas réunis en une seule entité politique. Ils constituaient un ensemble de sept cités-États situées entre le fleuve Niger et le lac Tchad. Chacun avait sa propre dynastie souveraine, nommée d'après son ancêtre commun connu sous le nom de Bayajidda, apparemment venu de l'« Est ». Ils constituaient un stock culturel important qui entretenait des relations commerciales plus étroites avec des États et des empires plus vastes, tels que l'empire du Ghana, l'empire du Mali et les empires du Kanem-Bornu.
Dans le bassin du lac Tchad, plusieurs groupes ethniques parlent aussi une langue afro-asiatique. Ils sont connus sous les noms de Mandara, Mofu, Tumak, Mukulu, etc. Avec l'haoussa, ils constituent la branche tchadique de la famille afro-asiatique. Il y a aussi des vestiges d'une civilisation du côté camerounais du lac Tchad, qui remonte au moins au sixième siècle avant notre ère et qui est soupçonnée d'être le reste de la civilisation tardive de Sao. Les chercheurs croient aujourd'hui qu'il existe une relation entre la branche couchitique et la branche tchadienne, arguant que peut-être le tchadique descendrait du couchitique, ce qui étaye davantage les affirmations selon lesquelles Bayajidda d'où les Hausas sont venus de l'« Est ».
Certains auteurs comme Gabor Takacs ou Alain Anselin soutiennent l'idée d'une origine purement africaine de l'afro-asiatique. Ils conçoivent l'« afro-asiatique » comme étant essentiellement un « macro-phylum » africain, avec des ramifications asiatiques, précisément des langues sémitiques d’Asie. Ainsi, selon Anselin :
« Tout se passerait comme si les nouveaux locuteurs d'une langue “africaine au départ” avaient conservé partie de leur vocabulaire d'origine, et triconsonnantisé systématiquement bien au-delà de ses propres tendances (cf. C. Ehret, 1989), le lexique africain lui-même. Des exemples classiques ne manquent pas : couchitique : *kVr-, tchadique : *kVl-, chien, sémitique : k-l-b ; couchitique : *k'Vc-, tchadique : *gVs-, petit, sémitique : q-t-n, etc. »

## Génétique des populations
La génétique des populations est devenue un outil de premier plan pour comprendre les migrations et les mélanges de populations du passé, et elle aide ainsi à mieux comprendre la répartition des langues dans le monde.

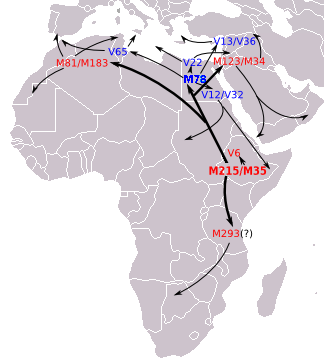
Reconstruction hypothétique de l'expansion des lignées E1b1b (ou E-M215), proposée par les premières études limitées à l'analyse de la répartition actuelle de ces lignées,,,

L'haplogroupe E1b1b (ou E-M215, anciennement E3b) est prévalent chez les populations de la Corne de l'Afrique, de l'Afrique du Nord, du Proche-Orient, de la Méditerranée et dans les Balkans. En 2005 une première étude avait proposé l’hypothèse d'une origine de cet haplogroupe dans la Corne de l'Afrique il y a approximativement 22 000 ans. Il se serait dispersé à travers le Proche-Orient pendant le Paléolithique supérieur et le Mésolithique. En général, les populations parlant des langues Afroasiatiques ont des fréquences élevées de cet haplogroupe, à l'exception notable des populations parlant le tchadique. Christopher Ehret et Shomarka Keita ont émis l'hypothèse que la géographie de la lignée E1b1b coïnciderait avec une diffusion des langues afro-asiatiques depuis la Corne de l'Afrique . Les origines de E1b1b (E-M215) ont été datées en 2007 par Cruciani à environ 22 400 ans et pourrait être apparu dans la Corne de l'Afrique. En 2015 Batini a daté le marqueur E-M35 de cet haplogroupe à entre 15 400 et 20 500 ans. Une autre étude de 2014, également limitée à l'étude des populations actuelles, qui analyse plusieurs marqueurs bi-alléliques sur 1214 échantillons appartenant à l'haplogroupe E du chromosome Y, ainsi que le contexte culturel de 49 populations actuelles, suggère que le groupe proto-afro-asiatique, porteur de la mutation E-P2, pourrait être apparu en Afrique de l'Est et aurait donné naissance non seulement aux locuteurs actuels des langues afro-asiatiques mais aussi à diverses populations pastorales nigéro-congolaises tel que les Peuls qui auraient perdu leur langue d'origine en se mélangeant à des populations saheliennes.
Selon une étude de Hodgson et al 2014, portant cette fois sur l'ADN autosomal de nombreuses populations actuelles d'Afrique, du Moyen-Orient et d'Europe, les langues afro-asiatiques ont probablement été diffusées à travers l'Afrique par une population ancestrale porteuse d'une composante génétique identifiée de façon théorique, que les chercheurs ont nommé « Ethio - Somali ». Ce composant « Ethio - Somali » se retrouve aujourd'hui principalement parmi les populations de langues couchitiques et éthiosémitiques de la Corne de l'Afrique. Ce composant est étroitement apparenté au composant génétique d'origine non-africaine que l'on retrouve aussi chez les Maghrébins (composant « Maghrebi »), et que l'on pense avoir divergé de toutes les autres ascendances non africaines il y a au moins 23 000 ans. Sur cette base, les chercheurs suggèrent qu'une population correspondant à ce composant serait arrivée en Afrique par une migration préhistorique commune sans doute originaire du Proche-Orient, durant la période pré-agricole, en Afrique du nord-est via la péninsule du Sinaï. Cette population s'est alors divisée en deux branches, avec un groupe qui s'est dirigé vers l'ouest, vers le Maghreb (Maghrebi) et l'autre vers le sud dans la Corne de l'Afrique (Ethio-somali).

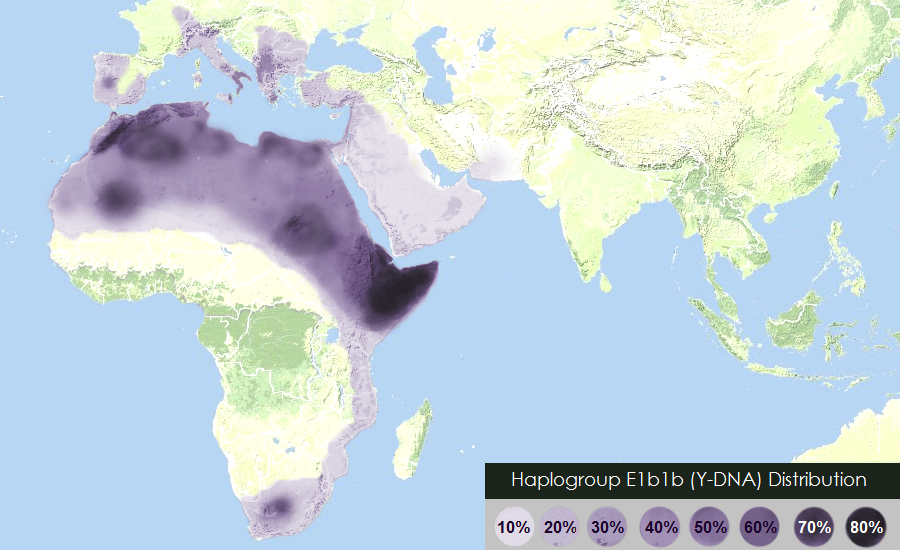
L'haplogroupe E1b1b est actuellement prévalent chez les populations de la Corne de l'Afrique et de l'Afrique du Nord, et il est anciennement très présent en Eurasie de l'Ouest (Moyen-Orient et Europe du Sud).
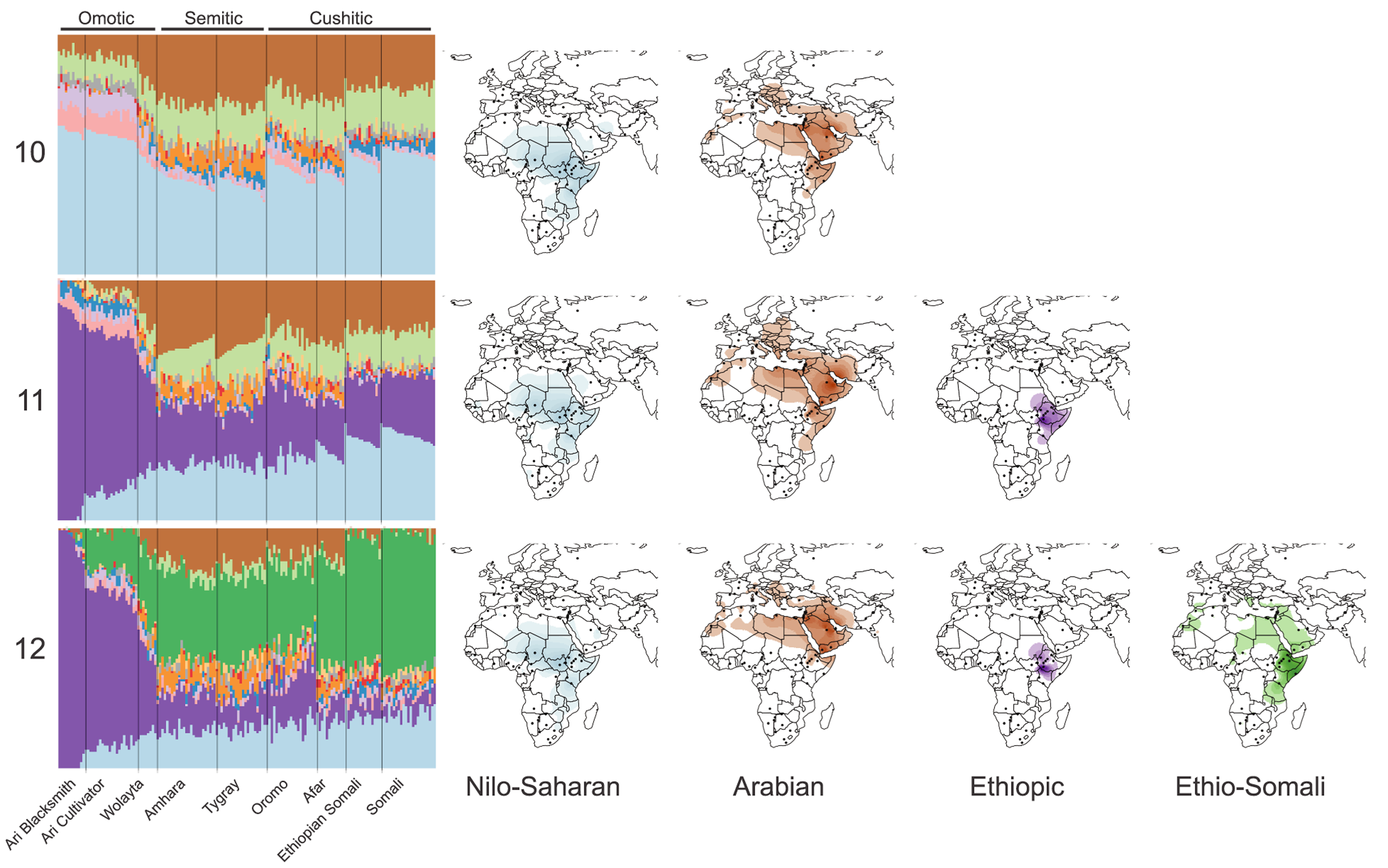
Analyse génétique autosomal des populations modernes de la Corne-Africaine.
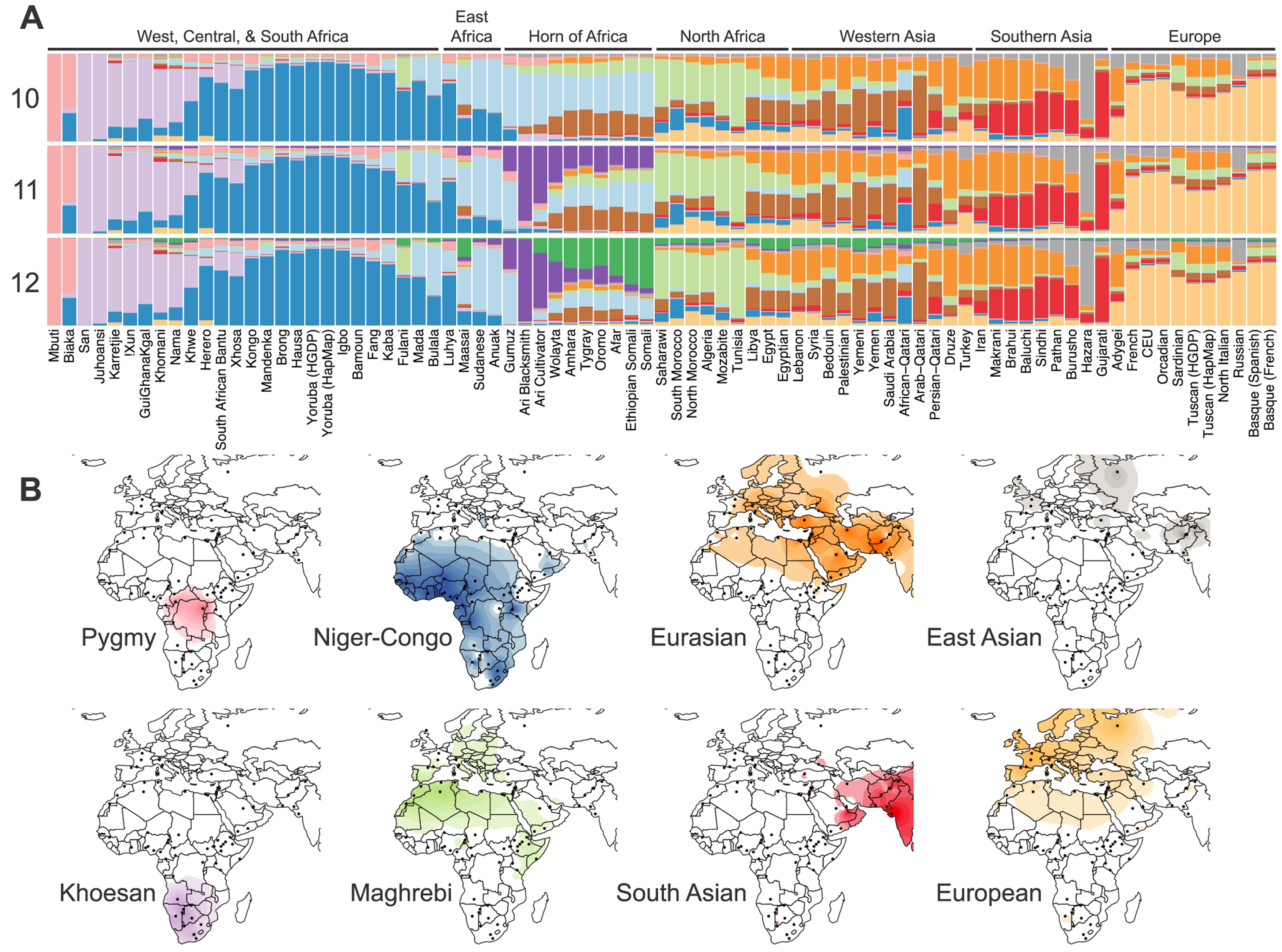
Comparaison de la génétique des populations Corne-Africaine par rapport aux autres populations africaines, européennes et asiatiques. Composant "Ethio-somali" en vert foncé et "Maghrebi" en vert clair.

Une étude publiée en 2015 par Gallego Llorente et al. a étudié le premier génome séquencé d'un squelette de chasseur-cueilleur ancien d'Afrique subsaharienne, provenant de la grotte de Mota en Éthiopie et datant de 2500 ans av J.C.. Les auteurs ont comparé l'ADN autosomal des populations actuelles avec celui de ce génome ancien et ont proposé que tous les Africains subsahariens modernes seraient légèrement mélangés avec une population d'origine eurasienne, qui était étroitement apparentée à la population actuelle de la Sardaigne et aux anciens agriculteurs du Néolithique européen (qui étaient eux-mêmes issus d'une ancienne population néolithique du Proche-Orient). En Afrique subsaharienne, cette part d'ascendance eurasienne est beaucoup plus importante chez les populations d'Afrique de l'Est parlant actuellement des langues afro-asiatiques. L'homme de la grotte de Mota n'avait pas encore cette part d'ascendance eurasienne. Par la suite, en février 2016, les auteurs de l'étude ont publié un erratum concernant leur étude. À la suite d'une erreur bio-informatique, l'influx de gènes eurasiens en Afrique, en dehors de l'Afrique de l'Est, a été un peu surestimé. Il y a bien eu une importante migration en Afrique de l'Est en provenance d'Eurasie, mais elle s'étend peu dans le reste de l'Afrique subsaharienne.
Une étude de Lazaridis et al. publiée en juin 2016, sur l'ADN autosomal des premiers prélèvements de génomes anciens du Proche-Orient (paléogénétique), a montré que la population à l'origine de ces gènes eurasiens dans l'est de l'Afrique subsaharienne était issue des anciens agriculteurs du sud du Levant du Néolithique. Cette population était très apparentée aux Anatoliens du Néolithique (qui sont à l'origine des migrations néolithiques en Europe, et des Sardes actuels) mais différenciée, d'où la parenté de ce composant avec les Européens du Sud et les Sardes actuels déterminée dans les études précédentes. Par ailleurs, les échantillons anciens du Levant pré-néolithique (Natoufien), puis du Néolithique, sont porteurs de l'haplogroupe y E1b1b en majorité, alors que leur ADN autosomal est encore entièrement eurasien occidental et sans aucune ascendance africaine détectable, ce qui suggère que l'haplogroupe E1b1b pourrait être originaire d'Eurasie et non d'Afrique, mais d'autres études seront nécessaires pour le déterminer.

## Détracteurs du chamito-sémitique
Théophile Obenga, linguiste et historien issu du courant afrocentriste, conteste l'existence même de la famille chamito-sémitique.